# Liste der Baudenkmäler im Stadtbezirk Bielefeld-Jöllenbeck
Die Liste der Baudenkmäler im Stadtbezirk Bielefeld-Jöllenbeck enthält die denkmalgeschützten Bauwerke auf dem Gebiet des Stadtbezirks Bielefeld-Jöllenbeck in Nordrhein-Westfalen. Diese Baudenkmäler sind in der Denkmalliste der Stadt Bielefeld eingetragen; Grundlage für die Aufnahme ist das Denkmalschutzgesetz Nordrhein-Westfalen (DSchG NRW).

Eine Übersicht über alle Baudenkmäler in Bielefeld findet sich unter der Liste der Baudenkmäler in Bielefeld.

| Bild | Bezeichnung                                                     | Lage                                               | Beschreibung | Bauzeit | Eingetragen seit | Denkmal- nummer |
| --- | --------------------------------------------------------------- | -------------------------------------------------- | --- | --- | ---------------- | --------------- |
| weitere Bilder                                                                                                  | Fachwerkkötterhaus                                              | Bezirk Jöllenbeck Amtsstr. 20 Karte                | Ehemals zu Oberjöllenbeck Nr. 50, Brünger. Fachwerk-Dreiständerbau von sechs Gebinden, Torbogen mit Inschrift und Nennung des Zimmermeisters Wilhelm Henrich Stender. | 1801 |                  | 235             |
| weitere Bilder                                                                                                  | Leineweberhaus                                                  | Bezirk Jöllenbeck Amtsstr. 22 Karte                | Ehemals Oberjöllenbeck Nr. 50, Brünger, Wohnhaus der Besitzung. Durchgangsdielenhaus im Kern vermutlich um 1727, große Webstube, 1805 Anbau einer einhüftigen, erhöhten Stube am Rückgiebel (Zimmermeister Albert Hermann Bergmeyer), 1838 Abtrennung einer Küche und Einbau eines Kamins, im 19. Jh. Anbau eines bisher freistehenden Nebengebäudes von 1816 als Stall, 1897 Anbau eines zweigeschossigen, massiven Wohnhauses mit klassizistischen Fassaden, Mansarddach später. | um 1727, 1805 (Stubenanbau), 1816 (Stallanbau), 1838 (Kamin), 1897 (neues Wohnhaus)                                         |                  | 236             |
| Vierständerhofhaus mit Queranbau am Wohnflügel des Kammerfaches                                                 | Vierständerhofhaus mit Queranbau am Wohnflügel des Kammerfaches | Bezirk Jöllenbeck Bargholzstr. 67 Karte            | Hof Bargholz, Oberjöllenbeck Nr. 2. Großes Vierständer-Fachwerkhaus von 1795/99, Zimmermeister Albert Hermann Bergmeyer (Kammerfach), geschnitzte Täfelung und Zimmertüren teils mit figürlichen Darstellungen bezeichnet 1801. | 1795 (Kammerfach Inschrift), 1799 (Wirtschaftsteil Inschrift Torbogen), 1801 (Täfelung), 2. H. 19. Jahrhundert (Wohnflügel) |                  | 201             |
| weitere Bilder                                                                                                  | Fachwerktraufenhaus                                             | Bezirk Jöllenbeck Dorfstr. 21 Karte                | Hof Nieshof, Altheide, Niederjöllenbeck Nr. 32. Großvolumiges zweigeschossiges Fachwerkhaus bürgerlicher Anmutung mit separatem Wohnteil und Querdiele. | 1. Drittel 19. Jahrhundert                                                                                                  |                  | 266             |
| BW | ehem. Amtshaus                                                  | Dorfstraße 32 Karte                                | | |                  | 541             |
| Sattelmeier-Hof mit Nebengebäude                                                                                | Sattelmeier-Hof mit Nebengebäude                                | Bezirk Jöllenbeck Eickumer Str. 18 Karte           | Hof Meyer zu Jöllenbeck, Niederjöllenbeck Nr. 5. Großes Dreiständer-Bauernhaus von 1762, Zimmermeister Friedrich Wilhelm Siekmann. Auf dem Hofplatz freistehend Durchfahrtsscheune von 1834. Kornspeicher des 2. Drittel 19. Jh. nicht mehr erhalten. | 1762 (Wohnhaus, Inschrift Torbogen), 1834 (Scheune, Inschrift Torbogen)                                                     |                  | 186             |
| weitere Bilder                                                                                                  | Leibzucht                                                       | Bezirk Jöllenbeck Eickumer Str. 169a Karte         | Altenteilerhaus (Leibzucht) des Hofes Peppmeier, Niederjöllenbeck Nr. 3. 1803 erbautes Vierständer-Fachwerkhaus mit Kammerfach, laut Inschrift durch Zimmermeister Johann Henrich Riepe. | 1803 (Inschrift Torbogen)                                                                                                   |                  | 184             |
| weitere Bilder                                                                                                  | Königsbrücke                                                    | Bezirk Jöllenbeck Eickumer Str. 214a Karte         | Einfache, einbogige Bruchsteinbrücke der Landstraße Jöllenbeck – Herford, bezeichnet 1842, Initialen Fridericus Wilhelmus Rex, seit Umverlegung der Straße anlässlich des Chausseebaues Ende des 19. Jahrhunderts an einem unbedeutenden Seitenweg gelegen. | 1842 (Inschrift) |                  | 219             |
| weitere Bilder                                                                                                  | Grafschaftsdenkmal                                              | Bezirk Jöllenbeck Eickumer Str. Karte              | Flügelschwingender Adler – das Wappentier Preußens – auf Natursteinsockel, ein Werk des Berliner Bildhauers Heinrich Wefing | 1909 |                  | 185             |
| weitere Bilder                                                                                                  | Ev.-luth. Marienkirche                                          | Bezirk Jöllenbeck Eickumer Str. Karte              | Kirchenbau errichtet 1852–54 im Rundbogenstil, programmatisch bezogen auf die frühchristliche Architektur Italiens nach Entwurf der preußischen Oberbaudeputation in der Art des Architekten und Baubeamten August Soller. Bruchsteinbau mit Sandsteingliederungen und flach geneigtem Satteldach, offene Vorhalle mit großem Bogenmotiv und Glockengeschoss, 1877 nachträglich zu einem Turm aufgewertet und beim Umbau 1959/60 zusammen mit der gesamten Dachpartie willkürlich verändert.                                                                                          | 1852–1854, Turmspitze 1877, Umbau 1959/1960                                                                                 |                  | 213             |
| weitere Bilder                                                                                                  | Windmühlenstumpf                                                | Bezirk Jöllenbeck Eickumer Str. / Imsiekstr. Karte | Holländermühle mit massivem Turm aus Bruchstein, bezeichnet über dem Einfahrtstor mit den Initialen Fridericus Rex und dem Baujahr 1744, seit 1934 Friedhofskapelle der evangelischen Kirchengemeinde. | 1744 bez. |                  | 238             |
| BW | Haupthofgebäude                                                 | Bezirk Jöllenbeck Engersche Str. 251 Karte         | Hof Höner zu Altenschildesche, Bauerschaft Schildesche Nr. 6. Großes Vierständer-Fachwerkhaus von 1792 (Wirtschaftsteil) und 1798 (Kammerfach), Zimmermeister Casper Henrich Guntemeier und Johann Hermann Welhöner. | 1792/1798 (Inschrift) |                  | 283             |
| Giebelfassade des Hauptwirtschaftsgebäudes des Hofes Kassing                                                    | Giebelfassade des Hauptwirtschaftsgebäudes des Hofes Kassing    | Bezirk Jöllenbeck Hemighold 59 Karte               | Hof Kassing, Oberjöllenbeck Nr. 15. Hauptfassade des Bauernhauses mit Dielentor im Stil des Backsteinexpressionismus | 1934 |                  | 237             |
| BW | Zweiständerfachwerkbau                                          | Bezirk Jöllenbeck Loheide 4 Karte                  | Bauernhaus Küster Overdiek, Stift Schildesche Nr. 27. Kleines Zweiständerhaus mit Kammerfach von 1719, Zimmermeister Henrich Sonntag. | 1719 (Inschrift Torbogen)                                                                                                   |                  | 473             |
| BW | Bauernhaus                                                      | Bezirk Jöllenbeck Loheide 35 Karte                 | Bauernhaus der Zimmermeisterfamilie Welhöner, Bauerschaft Schildesche Nr. 17. Erbaut laut Inschrift 1825 durch Friedrich Wilhelm Welhöner, 1897 im Heimatstil um einen Wohnflügel erweitert und im Wohnteil einfühlsam umgebaut für den Apotheker Vinke, Innenausstattung aus dieser Zeit teilweise erhalten. | 1825 (Inschrift Torbogen), Erweiterung in Massivbauweise 1897                                                               |                  | 474             |
| BW | Wickenkotten                                                    | Bezirk Jöllenbeck Theesener Straße 76 Karte        | | |                  | 553             |
| weitere Bilder                                                                                                  | Hofanlage                                                       | Bezirk Jöllenbeck Twachtweg 133a Karte             | Hof Upmeier zu Belzen, Niederjöllenbeck Nr. 2. Haupthaus: Zweiständer-Fachwerkhaus von 1791 (Kammerfach, Zimmermeister Wilhelm Henrich Stender) und 1799 (Wirtschaftsteil, Zimmermeister Johann Henrich Riepe), Wohnvilla im Heimatstil von 1907 unter Beteiligung des Westfälischen Bauvereins Münster, Direktor Stoltenberg. Kuhhaus: Giebelfachwerk in Anpassung an das Haupthaus, um 1863/88. Scheune: Fachwerkbau von 1840 (Zimmermeister Altheide), rückwärtige Erweiterung in zwei Bauetappen 1898 und 1913 (Bauakte). Seit Mitte der 1990er Jahre abschnittweise restauriert. | 1791/99, 1907 Haupthaus; um 1863/88 Stallgebäude; 1840, 1898 und 1913 Fachwerkscheune                                       |                  | 200             |
| weitere Bilder                                                                                                  | ehemaliges Kameradschaftshaus                                   | Bezirk Jöllenbeck Vilsendorfer Str. 48a Karte      | Fachwerkhaus Meyer zu Drewer, 1819 in Theesen errichtet, 1939 auf dem Firmengelände von C.A. Delius und Söhne in Jöllenbeck für soziale Einrichtungen und Veranstaltungen wiederaufgebaut. | 1819, 1939 umgesetzt |                  | 502             |
| weitere Bilder                                                                                                  | Epiphaniaskirche                                                | Bezirk Jöllenbeck Vilsendorfer Straße 230 Karte    | | |                  | 585             |
| weitere Bilder                                                                                                  | Hof Nunnensiek, Wohnteil des Haupthofgebäudes                   | Bezirk Jöllenbeck Westerengerstr. 55 Karte         | Hof Nunnensiek, Oberjöllenbeck Nr. 14. Kammerfach des Fachwerk-Bauernhauses, inschriftlich bezeichnet 1842. Der Wirtschaftsteil nach Umbau um 1955 nicht mehr erhalten. | 1842 (Inschrift) |                  | 401             |
| [[Vorlage:Bilderwunsch/code!/C:52.070383,8.533483!/D:Kotten (gehörte früher zum Hof Pöhl), Zur Bülte 45!/\|BW]] | Kotten (gehörte früher zum Hof Pöhl)                            | Bezirk Jöllenbeck Zur Bülte 45 Karte               | Ehemaliges Heuerlingshaus des Hofes Pöhl, Theesen Nr. 6. Fachwerk-Zweiständerhaus mit Durchgangsdiele, erbaut laut Inschrift für die Familie Pöhl durch Zimmermeister Johan Henrich Wittenbreder, um 1982 restauriert. | 1820 (Inschrift Torbogen)                                                                                                   |                  | 161             |

- Karte mit allen Koordinaten:
- OSM |
- WikiMap